# DCMベンチャーズ
DCMベンチャーズ（英: DCM Ventures）は、アメリカ合衆国のベンチャーキャピタル。シリコンバレー、東京、北京で活動。企業名はDoll Capital Management, Inc.。

## 概要
DCMベンチャーズは1996にベンチャーキャピタルとして設立された。シリコンバレー、東京、北京に拠点を置き 、主にアメリカ合衆国、日本、中華人民共和国、大韓民国の企業に投資を行っている。運用額は約35億ドルに及ぶ。

## 日本法人
日本での投資先にはfreee、アドウェイズ、オールアバウト、日本通信、カブドットコム証券、サイジニア、スターフライヤーなどがある。